# 高島ひでたけの今日も快調!朝8時
高島ひでたけの今日も快調!朝8時（たかしまひでたけのきょうもかいちょうあさはちじ）は、かつてニッポン放送の平日朝の時間帯で放送されていたラジオ番組。パーソナリティは当時ニッポン放送のアナウンサー高島ひでたけ。放送期間は1981年4月6日から1985年4月5日まで。

## 放送時間
- 毎週月曜日 - 金曜日　8:00 - 9:00

## 出演者
- パーソナリティ:高島ひでたけ

## 概要
パーソナリティの高島ひでたけ（本名は高嶋秀武）は、これまで『オールナイトニッポン』『大入りダイヤルまだ宵の口』など若者向けの番組を多く担当していたが、この1981年4月からマイクネームをそれまでの「高島秀武」から「高島ひでたけ」に変更して、平日朝の時間帯に登場。
『あさラジ!』最終回の2018年3月30日 放送分のオープニングで、高嶋がこの番組を「1時間の番組だから、何かあったら外へ出てやろう」という番組だったと振り返った。その背景には下記タイムテーブルのうち、「ラジオうわさのアングル」までのコーナースポンサーが全て東京地区の日産自動車系列の販売会社だったことが大きく、「すごく話が通しやすかった」という。
番組開始から3年半が過ぎた1984年11月、前枠の『山谷親平のお早ようニッポン』のパーソナリティだった山谷親平が死去。それに伴い、『今日も快調!朝8時』としては翌1985年4月5日で一区切りとし、本番組をリニューアル・『お早ようニッポン』の枠と統合・2時間枠に拡大して、後継番組『高嶋ひでたけのお早よう!中年探偵団』にリニューアルした。下記タイムテーブルはそのまま『中探』8時台のタイムテーブルとして引き継がれることになる。高嶋は『中探』を2004年3月まで担当し、中断期間を経て、2010年6月末からは『高嶋ひでたけのあさラジ!』と中断期間を含め、足掛け 36年11か月に渡り、ニッポン放送の朝の声として活躍した。

## タイムテーブル
（）
- 8:00 モーニングダイヤル高島ひでたけの興味しんしん
- 8:15 サニータイム・ひでたけホットライン
- 8:25 ラジオうわさのアングル
- 8:35 交通情報・天気予報
- 8:40 陳平・ひでたけの人間交差点（野末陳平）
- 8:55 交通情報・天気予報